# گانشان، چانگشا
گانشان، چانگشا (به لاتین: Ganshan) یک شهرک در جمهوری خلق چین است که در شهرستان چانگشا واقع شده‌است. گانشان ۶۹٫۷ کیلومتر مربع مساحت و ۲۲٬۰۹۷ نفر جمعیت دارد.